# مایا بوخوشیه‌ویچ
مایا بوخوشیه‌ویچ (لهستانی: Maja Bohosiewicz؛ زادهٔ ۲۰ نوامبر ۱۹۹۰) بازیگر ارمنی‌تبار اهل لهستان است. وی خواهر بازیگر لهستانی سونیا بوخوشیه‌ویچ است و در هنرستان بازیگری «استودیوی هنر» کراکوف درس خوانده است.
از فیلم‌ها یا مجموعه‌های تلویزیونی که وی در آن‌ها نقش داشته‌است، می‌توان به لندنی‌ها، یولیا، رنگ‌های خوشبختی، در خوشی و سختی، در تاریکی، ع چون عشق و پدر متیو اشاره نمود.